# 稲城篤実
稲城 篤実（いなき あつみ、1849年（嘉永2年） - 1918年（大正7年））は、日本の政治家。青森県八戸町長。

## 来歴・人物
八戸城下の下組町に生まれる。町村制が成立する直前に八戸町の戸長となり、1889年（明治22年）から1893年（明治26年）まで八戸町長を務める。
1894年（明治27年）からは青森県立八戸中学校（後の青森県立八戸高等学校）の書記となり、死去するまで務めた。

## 町政
八戸町役場が発足した時に、戸長役場の職員がそのまま引き継がれた。町村制施行により、それまで三戸郡役所が受け持っていた学校の授業料徴収や町税徴収の事務が町役場に移管されたが、新制度への対応がスムーズに行われず、出納事務に不手際が続出する事態となった。
こうした失態が議会の追及を招き、町長の再選には至らなかった。